# Ercole Baldini
Ercole Baldini (Villanova di Forlì "frazione" de Forlì, Emília-Romanya, 26 de gener de 1933 - Forli, 1 de desembre de 2022) va ser un ciclista italià que fou professional entre 1957 i 1964.
La principal especialitat de Baldini era la contrarellotge, cosa que li va valer guanyar-se el renom de l'elettrotreno di Forlì.
Durant la seva carrera aconseguí 44 victòries, de les quals destaquen una medalla d'or als Jocs Olímpics de Melbourne, el Campionat del Món de 1958, el Giro d'Itàlia de 1958 i diversos campionats d'Itàlia. També aconseguí el rècord del món de l'hora el 1956.

## Biografia
Ercole Baldini va destacar des de ben jove al món del ciclisme. El 1951, als 17 anys, ja va quedar en 3a posició al Campionat d'Itàlia juvenil. Va passar a la categoria amateur l'any següent. Malgrat no aconseguir massa victòries els seus resultats feien presagiar un gran ciclista. A la fi del 1954 va batre el rècord de l'hora amateur i establir-lo en 44 quilòmetres i 870 metres.
Baldini va començar a destacar mundialment el 1956. Fins i tot sense tenir gran experiència en pista, es va proclamar campió d'Itàlia i del món de persecució, i campió amateur d'Itàlia de ruta. El mateix any va guanyar la medalla d'or en la prova de ciclisme en ruta als Jocs Olímpics de Melbourne.
Encara el 1956 es va preparar per intentar batre de nou el rècord de l'hora. Abans d'això va batre els rècords mundials de 10 i 20 km. Finalment va batre també el rècord de l'hora i desposseir Jacques Anquetil, en completar 46 quilòmetres i 393 metres el 19 de setembre al velòdrom Vigorelli de Milà, un rècord que es va mantenir vigent fins al 18 de setembre de 1957, data a la qual el francès Roger Rivière el va batre.
El 1957 va fer el salt a professionals i va aconseguir diverses victòries, entre les quals el Trofeu Baracchi en companyia de Fausto Coppi i el Giro del Lazio. Amb la seva primera participació en el Giro d'Itàlia va acabar tercer en la classificació general i guanyà una etapa.
El 1958 va ser l'any en què va aconseguir les victòries més destacades. Va guanyar el Giro d'Itàlia, va ser campió d'Itàlia i del món de ciclisme en ruta. Al costat d'Aldo Moser va revalidar el triomf de l'any anterior al Trofeu Baracchi.
El 1959 va repetir victòria al Trofeu Baracchi, al costat de Moser, i va prendre part, per primera vegada, al Tour de França, al qual va aconseguir un triomf d'etapa i acabar sisè de la classificació general final.
Els seus resultats no van assolir la brillantor dels seus primers anys en part a causa d'una intervenció quirúrgica en una de les seves cames. Malgrat això, el 1960 es va imposar en el Gran Premi de les Nacions i va obtenir la medalla de bronze en el Campionat del Món de persecució; el 1961 va tornar a vèncer al Trofeu Baracchi, aquesta vegada al costat de Joseph Velly; el 1962 va acabar 7è al Giro d'Itàlia i 8è al Tour de França; i el 1964 va tornar a guanyar la medalla de bronze en el Campionat del Món de persecució.
En retirar-se del ciclisme en actiu passà a desenvolupar feines de director esportiu. També va ser president de l'Associació de ciclistes i ha estat col·laborador del president de l'UCI Hein Verbruggen.
El 2016 va entrar dins el Hall of fame del Giro d'Itàlia.

## Palmarès
- 1954 (amateur)
  - Rècord de l'hora, amb 44,870 km
- 1956 (amateur)
  -  Medalla d'or en la prova de ciclisme en ruta als Jocs de Melbourne
  -  Campió del món de persecució
  -  Campió d'Itàlia en ruta
  -  Campió d'Itàlia en persecució
  - Rècord de l'hora, amb 46,393 km
  - Trofeu Edmond Gentil
- 1957
  -  Campió d'Itàlia en ruta
  - 1r del Giro del Lazio
  - 1r al Giro de la Romanya
  - 1r del Trofeu Baracchi (amb Fausto Coppi)
  - 1r al Gran Premi de Lugano
  - Vencedor d'una etapa al Giro d'Itàlia
- 1958
  -  Campió del món en ruta
  -  Campió d'Itàlia en ruta
  -  1r al Giro d'Itàlia i vencedor de 4 etapes
  - 1r del Trofeu Baracchi (amb Aldo Moser)
  - 1r al Trofeu Matteotti
  - 1r al Gran Premi de la Indústria i el Comerç de Prato
  - 1r a la Coppa Collecchio
  - Vencedor de 2 etapes de la Roma-Nàpols-Roma
- 1959
  - 1r del Trofeu Baracchi (amb Aldo Moser)
  - 1r del Giro dell'Emilia
  - Vencedor d'una etapa al Tour de França
- 1960
  - 1r al Gran Premi de les Nacions
- 1961
  - 1r del Trofeu Baracchi (amb Joseph Velly)
  - 1r a la Milà-Màntua
- 1963
  - 1r al Giro de la Província de Reggio de Calàbria
  - 1r a la Copa Placci

### Resultats al Giro d'Itàlia
- 1957. 3r de la classificació general. Vencedor d'una etapa
- 1958. 1r de la classificació general. Vencedor de 4 etapes
- 1959. 17è de la classificació general
- 1960. 41è de la classificació general
- 1962. 7è de la classificació general
- 1963. 26è de la classificació general
- 1964. Abandona

### Resultats al Tour de França
- 1959. 6è de la classificació general. Vencedor d'una etapa
- 1960. 33è de la classificació general
- 1962. 8è de la classificació general
- 1964. Abandona (7a etapa)